# منشآت
منشآت (اسم [عربی، جمعِ منشٲة] monša'āt نوشته‌ها؛ نامه‌ها) نام نامه‌ها و آثار مختلف ادبی است. منشآت‌های معروف در ادیبات فارسی منشآت قائم مقام فراهانی و منشآت خاقانی هستند.

## منشآت قائم مقام فراهانی
عنوان کتابی است مشتمل بر برخی نوشته‌های قائم مقام فراهانی که به دستور و تدبیر شاگرد او، فرهاد میرزا معتمدالدوله قاجار در سال ۱۲۸۰ گردآوری و در سال ۱۲۹۴ برای نخستین بار چاپ شد. این اثر دارای نثری زیبا و ادبی است و در دوره‌ای منتشر شد که نهضت بازگشت ادبی ظهور کرده بود و نویسندگان و شاعران شیوه اطناب و مصنوع‌نویسی را که از عهد صفوی متداول شده بود، کنار می‌گذاشتند.

## منشآت خاقانی
خاقانی در منشآت، شصت نامه را به شاهان، درباریان، بزرگان و علمای دین، فرماندهان نظامی، لشکری و خویشاوندان نگاشته که در کتاب حاضر، شرحی بر پانزده نامه از شصت نامه عرضه شده‌است. این نامه‌ها که مجموعه‌ای از نثر زیبای مصنوع فارسی را تشکیل می‌دهند، حاوی نکاتی ارزشمند دربارهٔ مسائل حکومتی، اعتقادی، اجتماعی و سیاسی است.